# Sebestény Gyula
Sebestény Gyula (Eger, 1887. március 16. – Eger, 1954. július 27.) Kossuth-díjas magyar sebész, professzor, a hazai mellkassebészet megalapítója.

## Életpályája
Bene Ferenc, a híres belgyógyász dédunokája, apja Sebestény István órásmester, anyja Bene Anna volt. Általános és középiskoláit Egerben és Rimaszombatban végezte. A Budapesti Tudományegyetem, majd a Grazi Egyetem Orvostudományi Karának hallgatója volt. Első munkahelye Dollinger Gyula klinikája volt. Hamarosan átkerült a fővárosi Fehérkereszt Gyermekkórházba, ahonnan Pozsonyba ment másodtanársegédnek Bakay Lajos professzor mellé.
Az első világháború alatt az orosz fronton, majd Kassán sebészkedett. A háború után újból Budapesten dolgozott, a pozsonyi Erzsébet Tudományegyetem Budapestre menekített sebészeti klinikáját vezette. 1924-ben a klinika Pécsre költözött. Sebestény szervezte meg ott az új egyetemi sebészeti klinikát és Orthopédiai Műhelyt. 1928-ban Pozsonyban kötött házasságot Nagy Erzsébettel.
1927–1928 között egyetemi ösztöndíjjal németországi, svájci és franciaországi sebészeti klinikákon mélyítette szaktudását. Ekkor ismerkedett meg a mellkassebészet legkorszerűbb műtéti módszereivel. Hazajövetele után az OTI Pestújhelyi Munkáskórház tüdősebészete főorvosa volt, majd 1941-től a Szent János Kórház sebészetének lett szakmai vezetője.
1947-ben nevezték ki a Pázmány Péter Tudományegyetem Baross utcai klinikájának élére, ahol létrehozta az első hazai mellkas-sebészeti osztályt. 1951-ben munkásságáért Kossuth-díjat kapott. 1954-ben halt meg, halálát szívbénulás okozta.

## Tudományos munkássága
Kiemelkedő tehetségű sebész volt. Tanárával, Bakay professzorral már pályája elején komoly rivalizálásra került sor.
Szakmai munkásságának fordulópontja lett, amikor jobb állás nem lévén, az OTI Pestújhelyi Munkáskórház tüdősebészetére került. Ekkor kezdett foglalkozni a TBC-s betegek műtéti úton történő gyógyításával. A penicillin felfedezése előtt nem volt hatásos módszer a tüdőbaj kezelésére. Ráadásul abban az időben sok sebész a mellkas felnyitását olyan lehetetlen eljárásnak gondolta – vagy tapasztalta –, ami a beteg biztos halálával jár. Ezért is voltak kiemelkedőek Sebestény újfajta műtéti eljárásai, amelyekkel sikeresen gyógyította TBC-s betegeit.
Nevéhez fűződik többek között az első extrapleurális pneumothorax, Jacobeus- és Bauer-műtétek végrehajtása, az első sikeres tüdőlebeny-eltávolítás. Az általa kidolgozott Sebestény-műtét (pneumothorax mixta) a tüdőgümőkór kezelésében hozott komoly sikereket.
Sikeres, újfajta műtéti eljárásaival hamarosan nemzetközi hírnévre tett szert. Több mint 90 közleménye jelent meg magyar, német, angol, francia és szlovák orvosi folyóiratokban. Rendszeresen tartott külföldi orvosoknak bemutató műtéteket. A Baross utcai klinikán a sebészek új generációját nevelte fel, közreműködésükkel számos mellkassebészeti osztályt hozott létre az országban.

## Fontosabb művei
- A tüdő nem gümős betegségeinek sebészete
- Babics Antal, Hedri Endre, Sántha Kálmán, Sebestény Gyula: Részletes sebészet, Egészségügyi Kiadó, 1951
- A traumatológia alapelvei (társszerző)

## Díjai, elismerései
- Kossuth-díj (1951)